# Печиньский, Кшиштоф
Кшиштоф Печиньский (пол. Krzysztof Pieczyński) — польский актёр.

## Личная жизнь
В одном из интервью Печиньский называл себя верующим человеком, но при этом он критически относился к польскому костёлу, который по его мнению ограничивает свободу людей.

## Фильмография
| Год       |    | Русское название         | Оригинальное название    | Роль               |
| --------- | -- | ------------------------ | ------------------------ | ------------------ |
| 1989      | ф  | Толстяк и Малыш          | Fat Man and Little Boy   | Отто Фриш          |
| 1996      | ф  | Цепная реакция           | Chain Reaction           | Лукаш Сребнецки    |
| 1997      | тф | Дом Франкенштейна        | House of Frankenstein    | доктор Нейман      |
| 1997      | с  | Золотые крылья Пенсаколы | Pensacola: Wings of Gold | Алекс Теренко      |
| 1999—2004 | с  | В добре и в зле          | Na dobre i na złe        | Бруно Валицки      |
| 2001      | ф  | Лики смерти              | Edges of the Lord        | немецкий офицер    |
| 2002      | ф  | Пианист                  | The Pianist              | Марек Гебчиньский  |
| 2004      | ф  | Вне досягаемости         | Out of Reach             | Ибо                |
| 2007      | ф  | Ночной дозор             | Nightwatching            | Джейкоб де Рой     |
| 2011      | ф  | Зал самоубийц            | Sala Samobójców          | Анджей Санторски   |
| 2014      | ф  | Джек Стронг              | Jack Strong              | Збигнев Бжезинский |
| 2015      | с  | Оккупированные           | Okkupert                 | Владимир Госев     |
| 2016      | ф  | Послеобразы              | Powidoki                 | Юлиан Пшибось      |
| 2019      | ф  | Гарет Джонс              | Mr. Jones                | Максим Литвинов    |